# HMS Sussex (1693)
Lo HMS Sussex era un vascello di terzo rango da 80 cannoni in servizio nella Royal Navy tra il 1693 e il 1694. all'atto del naufragio del Sussex, avvenuto nello stretto di Gibilterra il 19 febbraio 1694, si stima che a bordo si trovassero probabilmente 10 tonnellate (330.000 once troy) di monete d'oro.

## Storia
Il giorno di Natale del 1690 il Parlamento britannico approvò la costruzione di 12 vascelli di linea a due ponti, armati con 80 cannoni.
La costruzione del vascello di secondo rango da 80 cannoni Sussex  fu ordinata al cantiere navale di Chatham il 13 maggio 1692, su progetto di John Tippetts, e la nave venne impostata il 18 febbraio 1693 sotto la direzione di Robert Lee. Il Sussex fu varato l'11 aprile dello stesso anno e subito posto al comando del captain Sir John Norris. La nave era lunga 40,23 m alla chiglia e 47,85 m al ponte di batteria, larga 12,59 m e aveva un pescaggio di 5,19 m.
L'armamento si basava su 26 cannoni da 24 pounder sul ponte inferiore, 28 cannoni da 12 pounder sul ponte superiore, 16 cannoni da 6 pounder sul cassero, 6 da 6 pounder castello di prora, e 4 da 3 pounder. Il 10 settembre 1693 la nave passò al comando del captain Charles Hawkins, e dal mese successivo divenne nave di bandiera del contrammiraglio del rosso Sir Francis Wheler.
Il 22 novembre 1694 Wheeler ricevette le seguenti istruzioni: 22 novembre. Kensington. Istruzioni per Sir Francis Wheler, cavaliere, comandante in capo di uno squadrone schierato per lo Stretto. Non appena vi unirete all'armata spagnola, in conformità con le istruzioni dei Lord dell'Ammiragliato, agirete nel modo più opportuno per infastidire i francesi e darete notizia del vostro arrivo nel Mediterraneo al Duca di Savoia; e nel caso in cui egli desideri la vostra collaborazione in qualsiasi progetto contro i francesi, farete del vostro meglio per condurlo a un felice esito. Durante la vostra permanenza nel Mediterraneo, dovrete corrispondere il più frequentemente possibile con il Visconte Galway, nostro inviato straordinario presso il Duca di Savoia; e, per quanto compatibile con il servizio in cui siete impiegato, agirete secondo i consigli che riceverete da lui.
La squadra navale di Wheeler, forte di 48 navi da guerra, salpò dalla rada di Spithead, Portsmouth, il 27 dicembre 1693, scortando una flotta di 166 navi mercantili verso il Mediterraneo, con l'obiettivo di raggiungere la penisola italiana. La flotta ancorò nella rada di Gibilterra, a Cadice il 17 febbraio, e dopo una breve sosta entrò nel Mediterraneo. Una violenta tempesta (Il levante e un forte vento da est, ben noto ai moderni windsurfisti della vicina Tarifa) colpì la flotta nei pressi dello stretto di Gibilterra, di fronte al rischio di essere costretta a sbattere contro la rocciosa costa spagnola Sir Francis Wheeler tentò di virare controvento e di ritornare a Gibilterra. L'acqua entrò dai portelli aperti e nelle prime ore del mattino del 19 febbraio, il Sussex affondò.
Tutti i 560 membri dell'equipaggio a bordo, tranne due "mori" che si gettarono fuoribordo prima dell'affondamento, annegarono, incluso l'ammiraglio Wheler, il cui corpo, secondo la tradizione, fu trovato sulla costa orientale della Rocca di Gibilterra in camicia da notte. Oltre al Sussex, altre 12 navi della flotta affondarono, Le navi erano ampiamente disperse e i luoghi dei loro affondamenti altrettanto diffusi, dal largo delle coste nordafricane fino alle coste di Gibilterra e della Spagna e si registrarono in totale circa 1.200 vittime, in quello che rimane uno dei peggiori disastri nella storia della Royal Navy. A causa dell'entità delle vittime sul Sussex non fu possibile stabilire la causa esatta dell'affondamento, ma fu notato che "il disastro sembrava confermare i sospetti già espressi sull'instabilità intrinseca delle navi da 80 cannoni con solo due ponti, come la Sussex, e un terzo ponte sarebbe stato aggiunto per le nuove navi con questo armamento". Un anno dopo, l'Inghilterra tentò di nuovo di inviare denaro al Duca di Savoia, ma si rivelò troppo tardi poiché il Duca aveva segretamente cambiato schieramento e accettato l'offerta francese. La sua defezione dalla Quadruplice Alleanza pose fine alla guerra con una situazione di stallo.

### La ricerca del relitto
Tra il 1998 e il 2001, la compagnia americana Odyssey Marine Exploration cercò il Sussex e affermò di aver localizzato il relitto, ad una profondità di 800 metri (2.624 piedi), tramite uso di robot sottomarini.
Nell'ottobre 2002, la Odyssey stipulò un accordo con il legittimo proprietario della nave, il governo britannico, per la suddivisione di eventuali profitti. La Odyssey avrebbe ricevuto l'80% dei proventi fino a 45 milioni di dollari, il 50% da 45 milioni a 500 milioni di dollari e il 40% oltre i 500 milioni di dollari. Il governo britannico avrebbe ricevuto la parte restante.
La ditta statunitense era pronti a iniziare gli scavi nel 2003, ma essi furono ritardati a causa di una serie di lamentele da parte di alcuni ambienti archeologici, che li denunciavano come un pericoloso precedente per il "saccheggio" di relitti da parte di aziende private sotto l'egida della ricerca archeologica.
Proprio quando la Odyssey stava per iniziare gli scavi, questi vennero bloccati dalle autorità spagnole, in particolare dal governo dell'Andalusia, nel gennaio 2006.
Nel marzo 2007, l'Andalusia diede il suo assenso all'inizio degli scavi a condizione che archeologi spagnoli prendessero parte ad essi al fine di accertare che il relitto fosse effettivamente il Sussex e non quello di galeone spagnolo. Lo stesso giorno, l'Odyssey Marine  inviò una delle sue navi da ricerca da Gibilterra, a ovest di Cadice, per iniziare il suo progetto Black Swan, cosa che portò la Spagna ad agire contro la società e ad annullare il suo accordo di cooperazione al progetto Sussex.

### Annotazioni
1. ↑  Tutte le date sono riferite al calendario giuliano.
2. ↑  Si trattava di una nave da guerra di terzo rango più piccola, il vascello da 70 cannoni Cambridge in navigazione con il Sussex, che fu trascinata a riva e si disfece. Una nave da guerra di quinto rango, armata con cannoni molto più leggeri della Sussex, naufragò sulla riva, e andarono perduti anche una nave bombardiera, due ketch armati, tre navi da guerra olandesi e quattro mercantili armati.

### Fonti
1. 1 2 3 4 5  Tree Decks.
2. ↑  Lavery 2003, p. 163.
3. 1 2 3 4 5 6 7 8 9 10 11 12 13 14 15 16 17 18  Andalucia.
4. 1 2 3 4  Andalucia.
5. ↑  H.O. Admiralty Entry Book 1, p. 84. Calendar of State Papers Domestic: William and Mary, 1693.